# 로베르토 오르시
로베르토 오르시(Roberto Orci, 1973년 7월 20일 ~ 2025년 2월 25일)는 멕시코 출신 미국의 텔레비전 · 영화 프로듀서, 시나리오 작가이다.